# Scooby Doo i… zgadnij kto?
Scooby Doo i… zgadnij kto? (tytuł oryginalny: Scooby-Doo and Guess Who?) – amerykański serial animowany, produkowany od 2019 przez Warner Bros. Animation. Jest czternastym serialem franczyzy medialnej Scooby Doo. Składa się z dwóch sezonów obejmujących 52 odcinki, udostępnianych premierowo w Stanach Zjednoczonych w serwisie wideo na życzenie stacji telewizyjnej Boomerang (sezon 1 i część sezonu 2) oraz na platformie HBO Max (reszta sezonu 2).

## Opis
Serial, zgodnie z konwencją franczyzy Scooby Doo, przedstawia przygody Tajemniczej Spółki, którą tworzą mówiący pies Scooby Doo oraz czworo nastolatków: Kudłaty Rogers, Fred Jones, Daphne Blake i Velma Dinkley. Bohaterowie rozwiązują zagadki kryminalne z udziałem potworów, za których zwykle przebrani są ludzie. Cechą charakterystyczną serialu jest udział gości specjalnych w każdym odcinku. Są to postacie fikcyjne znane spoza franczyzy lub rzeczywiści znani ludzie, którzy użyczają głosu swoim animowanym wersjom. Konwencja ta stanowi nawiązanie drugiego serialu z franczyzy, Nowy Scooby Doo z lat 1972–1973. Czworo gości pojawiło się w obu serialach: Batman, Joker, Sandy Duncan i Cher.
Serial został ogłoszony 23 maja 2018 roku. Odcinki są premierowo umieszczanie w serwisie wideo na życzenie stacji telewizyjnej Boomerang. Pierwszy sezon został podzielony na dwie trzynastoodcinkowe części, z których pierwsza pojawiała się na platformie od 27 czerwca 2019 roku po jednym odcinku na tydzień, zaś druga została udostępniona w całości 2 lipca 2020 roku. Pierwsza, również trzynastoodcinkowa część sezonu drugiego została umieszczona w serwisie 1 października 2020 roku. Druga część sezonu drugiego została premierowo udostępniona w serwisie strumieniowym HBO Max 1 października 2021. Serial jest też emitowany w Stanach Zjednoczonych przez stacje telewizyjne Cartoon Network (od 8 lipca 2019) i Boomerang (od 1 października 2019). 19 stycznia 2021 roku cały pierwszy sezon został wydany na DVD.
Premiera serialu w Polsce odbyła się 7 października 2019, kiedy rozpoczęła się emisja pierwszej części pierwszego sezonu przez stację telewizyjną Boomerang. Emisja pozostałych odcinków pierwszego sezonu rozpoczęła się 20 kwietnia 2020 roku. 26 października 2020 rozpoczęła się emisja pierwszej części sezonu drugiego, zaś 3 maja 2021 części drugiej sezonu drugiego. Oprócz Boomerangu serial jest w Polsce emitowany przez Cartoon Network. Jest również dostępny w serwisie strumieniowym HBO GO (część pierwsza sezonu drugiego od 11 grudnia 2020, część druga drugiego sezonu od 29 października 2021, a sezon pierwszy od 8 stycznia 2022). 24 lutego 2021 roku Galapagos wydał w Polsce DVD Scooby Doo i… zgadnij kto? Sezon 1, Część 1 z siedmioma odcinkami serialu.

## Obsada i bohaterowie

### Role główne
- Frank Welker jako Scooby Doo, Fred Jones, on sam i dodatkowe głosy
- Grey Griffin jako Daphne Blake, ona sama i dodatkowe głosy
- Matthew Lillard jako Kudłaty Rogers, on sam i dodatkowe głosy
- Kate Micucci jako Velma Dinkley, ona sama i dodatkowe głosy

### Role gościnne
- Chris Paul jako on sam (odc. 1)
- John DiMaggio jako Abraham Lincoln (odc. 2)
- Wanda Sykes jako ona sama (odc. 3)
- Ian James Corlett jako Sherlock Holmes (odc. 4)
- Ricky Gervais jako on sam (odc. 5)
- Rachel Kimsey jako Wonder Woman (odc. 6)
- Penn & Teller jako oni sami (odc. 7)
- Jaleel White jako on sam i Urkel-Bot (odc. 8)
- Jim Gaffigan jako on sam (odc. 9)
- Weird Al Yankovic jako on sam (odc. 10)
- Sia jako ona sama (odc. 11)
- Kenan Thompson jako on sam (odc. 12)
- Kevin Conroy jako Batman (odc. 13)
- Mark Hamill jako Joker (odc. 13) i on sam (odc. 15)
- Steven Weber jako Alfred Pennyworth (odc. 13)
- Whoopi Goldberg jako ona sama (odc. 14)
- Charlie Schlatter jako Flash (Barry Allen) (odc. 16)
- George Takei jako on sam (odc. 17)
- Halsey jako ona sama (odc. 18)
- Steve Buscemi jako on sam (odc. 19)
- Jeff Dunham jako on sam (odc. 20)
- Darci Lynne jako ona sama (odc. 20)
- Maddie Ziegler jako ona sama (odc. 21)
- Jeff Foxworthy jako on sam (odc. 22)
- Malcolm McDowell jako on sam (odc. 23)
- Jennifer Hale jako Thorn (odc. 24)
- Jane Wiedlin jako Dusk (odc. 24)
- Kimberly Brooks jako Luna (odc. 24)
- Christian Slater jako on sam (odc. 25)
- Bill Nye jako on sam (odc. 26)
- Kacey Musgraves jako ona sama (odc. 27)
- Morgan Freeman jako on sam (odc. 28)
- Kristen Schaal jako ona sama (odc. 29)
- Joey Chestnut jako ona sama (odc. 30)
- Gigi Hadid jako ona sama (odc. 31)
- Alton Brown jako on sam (odc. 32)
- Tim Gunn jako on sam (odc. 33)
- Tara Lipinski jako ona sama (odc. 34)
- Chloe Kim jako ona sama (odc. 35)
- Laila Ali jako ona sama (odc. 36)
- Liza Koshy jako on sam (odc. 37)
- Macklemore jako on sam (odc. 38)
- Sandy Duncan jako ona sama (odc. 39)
- Alex Trebek jako on sam (odc. 40)
- Axl Rose jako on sam (odc. 41)
- Jason Sudeikis jako on sam (odc. 42)
- Lucy Liu jako ona sama (odc. 43)
- Sean Astin jako on sam (odc. 44)
- Cher jako ona sama (odc. 45)
- Jessica Biel jako ona sama (odc. 46)
- Joseph Simmons jako on sam (odc. 47)
- Billy Dee Williams jako ona sama (odc. 48)
- Terry Bradshaw jako on sam (odc. 49)
- Carol Burnett jako ona sama (odc. 52)

## Przegląd sezonów
| Sezon | Sezon | Odcinki | Pierwsza emisja w Stanach Zjednoczonych | Pierwsza emisja w Stanach Zjednoczonych | Pierwsza emisja w Stanach Zjednoczonych | Pierwsza emisja w Stanach Zjednoczonych | Pierwsza emisja w Polsce | Pierwsza emisja w Polsce | Pierwsza emisja w Polsce | Pierwsza emisja w Polsce |
| Sezon | Sezon | Odcinki | Odcinki                                 | Pierwszy odcinek                        | Ostatni odcinek                         | Platforma                               | Odcinki                  | Pierwszy odcinek         | Ostatni odcinek          | Stacja telewizyjna       |
| ----- | ----- | ------- | --------------------------------------- | --------------------------------------- | --------------------------------------- | --------------------------------------- | ------------------------ | ------------------------ | ------------------------ | ------------------------ |
|       | 1     | 26      | 1–13                                    | 27 czerwca 2019                         | 19 września 2019                        | Boomerang (VOD)                         | 1–14                     | 7 października 2019      | 19 października 2019     | Boomerang                |
| 14–26 | 1     | 26      | 2 lipca 2020                            | 2 lipca 2020                            | 15–26                                   | Boomerang (VOD)                         | 20 kwietnia 2020         | 1 maja 2020              |                          | Boomerang                |
|       | 2     | 26      | 1–15                                    | 1 października 2020                     | 25 lutego 2021                          | Boomerang (VOD)                         | 1–13                     | 27 października 2020     | 8 listopada 2020         | Boomerang                |
| 16–26 | 2     | 26      | 1 października 2021                     | 1 października 2021                     | HBO Max                                 | 14–26                                   | 3 maja 2021              | 15 maja 2021             |                          | Boomerang                |

## Lista odcinków
Pierwszy numer odcinka dotyczy kolejności w Stanach Zjednoczonych, zaś drugi w Polsce.

### Sezon 1 (2019–2020)
| Numer | Numer | Tytuł                               | Tytuł oryginalny                               | Gość                          | Data premiery     | Data premiery        |
| USA   | POL   | Tytuł                               | Tytuł oryginalny                               | Gość                          | Stany Zjednoczone | Polska               |
| ----- | ----- | ----------------------------------- | ---------------------------------------------- | ----------------------------- | ----------------- | -------------------- |
| 1     | 4     | Zemsta bagiennego potwora           | Revenge of the Swamp Monster!                  | Chris Paul                    | 27 czerwca 2019   | 11 października 2019 |
| 2     | 3     | Złoto dla żołnierzy                 | A Mystery Solving Gang Divided                 | Abraham Lincoln               | 2 lipca 2019      | 10 października 2019 |
| 3     | 5     | Potwór ze sklepu zoologicznego      | Peebles’ Pet Shop of Terrible Terrors!         | Wanda Sykes                   | 11 lipca 2019     | 12 października 2019 |
| 4     | 2     | To elementarne, drogi Kudłaty!      | Elementary, My Dear Shaggy!                    | Sherlock Holmes               | 18 lipca 2019     | 8 października 2019  |
| 5     | 7     | Pobite gary!                        | Ollie Ollie In-Come Free!                      | Ricky Gervais                 | 25 lipca 2019     | 13 października 2019 |
| 6     | 6     | Scooby o tysiącu twarzach           | The Scooby of a Thousand Faces!                | Wonder Woman                  | 1 sierpnia 2019   | 9 października 2019  |
| 7     | 8     | Klątwa gabinetu profesora Marksona! | The Cursed Cabinet of Professor Madds Markson! | Penn & Teller                 | 8 sierpnia 2019   | 14 października 2019 |
| 8     | 10    | Awaria Urkel-botów                  | When Urkel-Bots Go Bad!                        | Steve Urkel                   | 15 sierpnia 2019  | 16 października 2019 |
| 9     | 11    | Demon prędkości                     | The Fastest Food Fiend!                        | Jim Gaffigan                  | 22 sierpnia 2019  | 17 października 2019 |
| 10    | 9     | Atak Al-ozaura                      | Attack of the Weird Al-Osaurus!                | Weird Al Yankovic             | 29 sierpnia 2019  | 15 października 2019 |
| 11    | 13    | Zagadka skradzionych brylantów      | Now You Sia, Now You Don’t!                    | Sia                           | 5 września 2019   | 18 października 2019 |
| 12    | 15    | Klaunada odpada!                    | Quit Clowning!                                 | Kenan Thompson                | 12 września 2019  | 20 kwietnia 2020     |
| 13    | 1     | Przygoda z Batmanem                 | What a Night For a Dark Knight!                | Batman                        | 19 września 2019  | 7 października 2019  |
| 14    | 14    | Upiór z Uniwersytetu Wróżbitów      | The Nightmare Ghost of Psychic U!              | Whoopi Goldberg               | 2 lipca 2020      | 19 października 2019 |
| 15    | 16    | Miecz, lis i Scooby-Doo!            | The Sword, The Fox, and the Scooby Doo!        | Mark Hamill                   | 2 lipca 2020      | 21 kwietnia 2020     |
| 16    | 17    | Błyskawiczne zagadki!               | One Minute Mysteries!                          | Flash (Barry Allen)           | 2 lipca 2020      | 22 kwietnia 2020     |
| 17    | 18    | Hollywoodcy rycerze!                | Hollywood Knights!                             | George Takei                  | 2 lipca 2020      | 23 kwietnia 2020     |
| 18    | 19    | Podziemia Nowego Jorku!             | The New York Underground!                      | Halsey                        | 2 lipca 2020      | 24 kwietnia 2020     |
| 19    | 20    | Ognisty Potwór atakuje!             | Fear of the Fire Beast!                        | Steve Buscemi                 | 2 lipca 2020      | 25 kwietnia 2020     |
| 20    | 21    | Zakukłowani!                        | Too Many Dummies!                              | Jeff Dunham, Darci Lynne      | 2 lipca 2020      | 26 kwietnia 2020     |
| 21    | 22    | Roztańczona zjawa!                  | Dance Matron of Mayhem!                        | Maddie Ziegler                | 2 lipca 2020      | 27 kwietnia 2020     |
| 22    | 23    | Wiktuały weselnej wiedźmy!          | The Wedding Witch of Wainsly Hall!             | Jeff Foxworthy                | 2 lipca 2020      | 28 kwietnia 2020     |
| 23    | 24    | Wyścig z czasem!                    | A Run Cycle Through Time!                      | Malcolm McDowell              | 2 lipca 2020      | 29 kwietnia 2020     |
| 24    | 25    | Nie zaklinaj mi gitary!             | I Put A Hex On You!                            | The Hex Girls                 | 2 lipca 2020      | 30 kwietnia 2020     |
| 25    | 26    | Muzyczny skowyt wilkołaka!          | The High School Wolfman’s Musical Lament!      | Christian Slater              | 2 lipca 2020      | 1 maja 2020          |
| 26    | 12    | Stacja kosmiczna Scooby!            | Space Station Scooby!                          | Neil deGrasse Tyson, Bill Nye | 2 lipca 2020      | 26 października 2020 |

### Sezon 2 (2020–2021)
| Numer   | Numer   | Tytuł                               | Tytuł polski                                             | Goście                                                    | Data premiery       | Data premiery        |
| USA     | POL     | Tytuł                               | Tytuł polski                                             | Goście                                                    | Stany Zjednoczone   | Polska               |
| ------- | ------- | ----------------------------------- | -------------------------------------------------------- | --------------------------------------------------------- | ------------------- | -------------------- |
| 27 (1)  | 28 (2)  | Upiór, gadający pies i ostry sos!   | The Phantom, The Talking Dog, and the Hot Hot Hot Sauce! | Kacey Musgraves                                           | 1 października 2020 | 28 października 2020 |
| 28 (2)  | 40 (14) | Skazani na zagadkę!                 | The Last Inmate!                                         | Morgan Freeman                                            | 1 października 2020 | 3 maja 2021          |
| 29 (3)  | 27 (1)  | Nawiedzony szpital Phineasza Fiksa! | The Horrible Haunted Hospital of Dr. Phineas Phrag!      | Kristen Schaal                                            | 1 października 2020 | 27 października 2020 |
| 30 (4)  | 29 (3)  | Wyszczekany hot dog!                | The Hot Dog Dog!                                         | Joey Chestnut                                             | 1 października 2020 | 29 października 2020 |
| 31 (5)  | 30 (4)  | Modelowa zagadka!                   | A Moveable Mystery!                                      | Gigi Hadid                                                | 1 października 2020 | 30 października 2020 |
| 32 (6)  | 31 (5)  | Uczta doktora Frankenfrykasa!       | The Feast of Dr. Frankenfooder!                          | Alton Brown                                               | 1 października 2020 | 31 października 2020 |
| 33 (7)  | 32 (6)  | Modowy koszmar!                     | A Fashion Nightmare!                                     | Tim Gunn                                                  | 1 października 2020 | 1 listopada 2020     |
| 34 (8)  | 33 (7)  | Psisko i lodowisko!                 | Scooby on Ice!                                           | Tara Lipinski                                             | 1 października 2020 | 2 listopada 2020     |
| 35 (9)  | 34 (8)  | Jaskiniowiec snowboardowiec!        | Caveman on the Half Pipe!                                | Chloe Kim                                                 | 1 października 2020 | 3 listopada 2020     |
| 36 (10) | 35 (9)  | Złota korona boksu!                 | The Crown Jewel of Boxing!                               | Laila Ali                                                 | 1 października 2020 | 4 listopada 2020     |
| 37 (11) | 36 (10) | Internet w nawiedzonym domu!        | The Internet on Haunted House Hill!                      | Liza Koshy                                                | 1 października 2020 | 5 listopada 2020     |
| 38 (12) | 38 (12) | Siódma runda strachu!               | The 7th Inning Scare!                                    | Macklemore                                                | 1 października 2020 | 6 listopada 2020     |
| 39 (13) | 37 (11) | Powtórka z upiornej rozrywki!       | The Dreaded Remake of Jekyll & Hyde!                     | Sandy Duncan                                              | 1 października 2020 | 7 listopada 2020     |
| 40 (14) | 46 (20) | Totalny teleturniej                 | Total Jeopardy!                                          | Alex Trebek                                               | 13 listopada 2020   | 9 maja 2021          |
| 41 (15) | 47 (21) | Droga do zabłocenia                 | Dark Diner of Route 66!                                  | Axl Rose                                                  | 25 lutego 2021      | 12 maja 2021         |
| 42 (16) | 39 (13) | Poszukiwacze zaginionych trampek!   | Lost Soles of Jungle River!                              | Jason Sudeikis                                            | 1 października 2021 | 8 listopada 2020     |
| 43 (17) | 42 (16) | Chińskie tao i skubizm!             | The Tao of Scoob!                                        | Lucy Liu                                                  | 1 października 2021 | 4 maja 2021          |
| 44 (18) | 41 (15) | Kluczowy pierścień!                 | Returning of The Key Ring!                               | Sean Astin                                                | 1 października 2021 | 5 maja 2021          |
| 45 (19) | 44 (18) | Cher, Scooby i Morze Sargassowe!    | Cher, Scooby and The Sargasso Sea!                       | Cher                                                      | 1 października 2021 | 6 maja 2021          |
| 46 (20) | 43 (17) | Skarby Kilimandżaro!                | The Lost Mines of Kilimanjaro!                           | Jessica Biel                                              | 1 października 2021 | 7 maja 2021          |
| 47 (21) | 50 (24) | Legendarny złoty mikrofon           | The Legend Of The Gold Microphone!                       | Joseph Simmons                                            | 1 października 2021 | 8 maja 2021          |
| 48 (22) | 45 (19) | Podniebna Szkoła Luzu!              | Scooby-Doo and the Sky Town Cool School!                 | Billy Dee Williams                                        | 1 października 2021 | 10 maja 2021         |
| 49 (23) | 48 (22) | Człowiek meteoryt                   | Falling Star Man!                                        | Terry Bradshaw                                            | 1 października 2021 | 11 maja 2021         |
| 50 (24) | 52 (26) | Nawiedzone głosy                    | A Haunt of a Thousand Voices!                            | Frank Welker, Grey Griffin, Matthew Lillard, Kate Micucci | 1 października 2021 | 15 maja 2021         |
| 51 (25) | 49 (23) | Scooby i Super Psiak                | Scooby-Doo, Dog Wonder!                                  | Dynomutt, Błękitny Sokół                                  | 1 października 2021 | 13 maja 2021         |
| 52 (26) | 51 (25) | Upiory filmolandu                   | The TV and Movieland Monsters!                           | Carol Burnett                                             | 1 października 2021 | 14 maja 2021         |